# Ровное (станция)
Ровное —  железнодорожная станция Ростовского региона Северо-Кавказской железной дороги, находящаяся в посёлке Кубанский Новопокровского района Краснодарского края. 
Расположена на двухпутной магистрали Сальск — Тихорецкая, электрифицированной переменным током 27,5кВ.

## История и деятельность станции
Станция Ровное была открыта в 1899 году с окончанием строительства железнодорожной линии Царицын —Торговая — Тихорецкая.
Через станцию проходят грузовые поезда в направлениях Сальск — Тихорецкая и обратно.
По станции Ровное курсируют  пассажирские поезда дальнего следования, следующие из регионов Сибири, Кузбасса, Урала, Поволжья в курортные зоны Черноморского побережья Кавказа, а также на курорты Кавказских Минеральных Вод.

## Дальнее сообщение
По станции курсируют следующие поезда дальнего следования:
| Круглогодичное обращение поездов | Круглогодичное обращение поездов | Круглогодичное обращение поездов | Круглогодичное обращение поездов |
| № поезда                         | Маршрут движения                 | № поезда                         | Маршрут движения                 |
| -------------------------------- | -------------------------------- | -------------------------------- | -------------------------------- |
| 59                               | Новокузнецк — Кисловодск         | 60                               | Кисловодск — Новокузнецк         |
| 97                               | Тында — Кисловодск               | 98                               | Кисловодск — Тында               |
| 127                              | Красноярск — Адлер               | 128                              | Адлер — Красноярск               |
| 343                              | Челябинск — Адлер                | 344                              | Адлер — Челябинск                |
| 353                              | Пермь — Адлер                    | 354                              | Адлер — Пермь                    |

| Сезонное обращение поездов | Сезонное обращение поездов     | Сезонное обращение поездов | Сезонное обращение поездов     |
| № поезда                   | Маршрут движения               | № поезда                   | Маршрут движения               |
| -------------------------- | ------------------------------ | -------------------------- | ------------------------------ |
| 243                        | Новокузнецк — Анапа            | 244                        | Анапа — Новокузнецк            |
| 451                        | Ижевск — Адлер                 | 452                        | Адлер — Ижевск                 |
| 457                        | Челябинск — Анапа              | 458                        | Анапа — Челябинск              |
| 491                        | Казань — Адлер                 | 492                        | Адлер — Казань                 |
| 497                        | Ижевск — Адлер                 | 498                        | Адлер — Ижевск                 |
| 503                        | Уфа — Анапа                    | 504                        | Анапа — Уфа                    |
| 509                        | Казань — Новороссийск          | 510                        | Новороссийск — Казань          |
| 519                        | Орск — Анапа                   | 520                        | Анапа — Орск                   |
| 521                        | Приобье — Новороссийск         | 522                        | Новороссийск — Приобье         |
| 531                        | Киров — Адлер                  | 532                        | Адлер — Киров                  |
| 537                        | Уфа — Адлер                    | 538                        | Адлер — Уфа                    |
| 589                        | Новый Уренгой — Тюмень — Адлер | 590                        | Адлер — Тюмень — Новый Уренгой |